# Fdisk
fdisk es un software que está disponible para varios sistemas operativos, el cual permite dividir en forma lógica un disco duro, siendo denominado este nuevo espacio como partición.
La descripción de las particiones se guarda en la tabla de particiones que se localiza en el sector 0 de cada disco.

## GNU/Linux
La versión fdisk de GNU/Linux, parte de util-linux, permite crear particiones en 94 sistemas de archivos distintos, incluyendo FAT32, Ext2, Ext3, Ext4, Solaris y QNX. Esta versión de Fdisk cuenta con un menú de texto de ayuda en línea para realizar las operaciones.

### Instalación
- En Debian y derivadas, con usuario administrador:

```
apt install fdisk
```

En el caso de derivadas de Debian como Ubuntu en las que el usuario normal puede realizar acciones de administrador anteponiendo la palabra sudo:
```
sudo apt install fdisk
```

- En Arch Linux y derivadas fdisk y sus utilidades asociadas son proporcionadas por el paquete util-linux, que es una dependencia del meta paquete base:

```
sudo pacman -S util-linux
```

### Listar las particiones
Para listar las tablas de particiones y las particiones en un dispositivo (por ejemplo /dev/sda), se puede ejecutar lo siguiente:
```
# fdisk -l /dev/sda
```

### Copia de seguridad y restauración de la tabla de particiones
Antes de realizar cambios en un disco duro, es posible que se quiera realizar una copia de seguridad de la tabla de particiones y el esquema de partición de la unidad. También puede utilizar una copia de seguridad para copiar el mismo diseño de partición en múltiples unidades.
Tanto para GPT como para MBR puede utilizar sfdisk para guardar el diseño de partición de su dispositivo en un archivo con la opción -d/--dump. Para el dispositivo /dev/sda:
```
# sfdisk -d /dev/sda > sda.dump
```

Para restaurar posteriormente este diseño:
```
# sfdisk /dev/sda < sda.dump
```

### Crear una tabla de particiones y las particiones
El primer paso para particionar un disco es crear una tabla de particiones. Después de eso, las particiones reales se crean de acuerdo con el esquema de partición deseado. 
Antes de comenzar, es posible que se quiera realizar una copia de seguridad de su actual tabla de particiones y esquema.
Las versiones recientes de fdisk han abandonado el obsoleto sistema de utilizar cilindros como unidad de visualización predeterminada, así como la compatibilidad con MS-DOS de forma predeterminada. fdisk alinea automáticamente todas las particiones a 2048 sectores, o 1 MiB, que debería funcionar para todos los tamaños de EBS que se sabe que son utilizados por los fabricantes de SSD. Esto significa que la configuración predeterminada le dará una alineación adecuada.
Se inicia fdisk como superusuario. En este ejemplo estamos utilizando /dev/sda:
```
# fdisk /dev/sda
```

Esto abre el diálogo de fdisk donde puede escribir las órdenes.

#### Crear nueva tabla
Si se crea una nueva tabla de particiones en un disco con datos, se borrarán todos los datos del disco.
Para crear una nueva tabla de particiones y borrar todos los datos de la partición actual escriba o en el indicador de una tabla de particiones MBR o g para una Tabla de particiones GUID (GPT).

#### Crear particiones
Cree una nueva partición con la orden n. Introduzca un tipo de partición, un número de partición, un sector inicial y un sector final.
Cuando se le solicite, especifique el tipo de partición, escriba p para crear una partición primaria o e para crear una extendida. Puede haber hasta cuatro particiones primarias.
El primer sector debe especificarse en términos absolutos utilizando números de sector. El último sector se puede especificar utilizando la posición absoluta en sectores o mediante el símbolo + para especificar una posición relativa al sector de inicio medido en sectores, kibibytes (K), mebibytes (M), gibibytes (G), tebibytes (T), o pebibytes (P); por ejemplo, si define +2G como el último sector, especificará un punto 2GiB después del sector de inicio. Al presionar la tecla Introsin entrada, se especifica el valor predeterminado, que es el inicio del bloque más grande disponible para el sector de inicio y el final del mismo bloque para el sector de final.
Seleccionar el tipo de identificación de la partición. El valor predeterminado, Linux filesystem, debería estar bien para la mayoría de los casos. Presione l para mostrar la lista de códigos. Puede hacer que la partición se pueda iniciar escribiendo a.
- Cuando se particiona, siempre es una buena idea seguir los valores predeterminados para los sectores de inicio y final de la partición. Además, especifique los tamaños de partición con la notación +<tamaño>{M,G,...}. Dichas particiones siempre se alinean de acuerdo con las propiedades del dispositivo.
- En un disco con una tabla de partición MBR, deje al menos 33 512-byte sectores (16.5 KiB) de espacio libre sin particionar al final del disco para permitir la conversión entre MBR y GPT.
- La partición del sistema EFI requiere el tipo EFI System.
- GRUB requiere una partición de arranque BIOS con el tipo BIOS boo al instalar GRUB en un disco.
- Se recomienda utilizar Linux swap para cualquier partición swap, ya que systemd lo montará automáticamente.

Se repite este procedimiento hasta que tener las particiones que desee.

#### Escribir cambios en el disco
Escriba la tabla en el disco y salga mediante la orden w.

### Mover particiones
Las particiones solo se pueden mover mientras no estén en uso. Debido a que mover una partición requiere que toda la partición se reescriba en el disco, es una operación lenta y potencialmente peligrosa. Se recomienda hacer copias de seguridad.
Para mover una partición, debe tener espacio libre disponible donde se moverá la partición. Si es necesario, puede hacer espacio reduciendo sus particiones y los sistemas de archivos en ellas. Para reubicar una partición:
```
# echo '+
sectores
,' | sfdisk --move-data 
dispositivo
 -N 
número
```

Donde sectores es el número de sectores para mover la partición + indica moverla hacia adelante), dispositivo es el dispositivo que contiene la partición, y número es el número de partición. Tenga en cuenta que si añade una nueva partición en el medio o al comienzo de su disco, es probable que se quiera volver a numerar las particiones.

### Ordenar particiones
Esto se aplica cuando se crea una nueva partición en el espacio entre dos particiones o se elimina una partición. Se utiliza /dev/sda en este ejemplo.
```
# sfdisk -r /dev/sda
```

Después de ordenar las particiones si no se está utilizando la nomenclatura de dispositivo de bloque persistente, es posible que se deban ajustar los archivos de configuración /etc/fstab y/o /etc/crypttab.
El kernel debe leer la nueva tabla de particiones para que las particiones (por ejemplo, /dev/sda1) sean utilizables. Es necesario reiniciar el sistema o que al núcleo que vuelva a leer la tabla de particiones

## DOS
IBM introduce fdisk, llamado (“Fixed Disk Setup Program version 1.00”) con el lanzamiento del IBM PC/XT, en marzo de 1983, el primer PC para almacenar los datos en un disco duro , y el IBM Personal Computer DOS versión 2.0 IBM PC DOS
La versión 1.0 podía ser usada para crear una partición FAT12 DOS, borrar, cambiar la partición activa o mostrar datos de la partición. El registro de inicio maestro soporta hasta cuatro particiones, y los otros tres estaban destinados para otros sistemas operativos tales como CP/M-86 y Xenix, que se espera que sus utilidades de particionamiento propios como fdisk funcionase pero no los soportaba.
En agosto de 1984, PC DOS 3.0 añade particiones FAT16 para soportar discos duros más grandes con mayor eficiencia.
En abril de 1987, PC DOS/fdisk 3.30 añade soporte para particiones extendidas, que podría albergar hasta 23 particiones "lógicas" o unidades de volumen.
Soporte para FAT16B se añadió con Compaq MS-DOS 3.31, y más tarde se convirtió disponible con MS-DOS/PC DOS 4.0.
La mayoría de los programas fdisk de DOS, incluyendo el programa fdisk que viene con el original de Windows 95, solo son capaces de crear particiones FAT de tipos de FAT12, FAT16 y FAT16B.

### Sintaxis
Configura un disco duro para ser usado con MS-DOS.
Obtener información sobre la partición
```
fdisk /status
```

Ignora el soporte extendido de acceso al disco
```
fdisk /x
```

## Windows
fdisk formaba parte de versiones anteriores de Windows. Las últimas versiones que lo traían fueron Windows 98 y Windows ME con el shell de DOS. Se utilizó para crear, eliminar y formatear particiones en discos duros formateados con FAT32 y otros sistemas de archivos FAT. Windows 2000 y versiones posteriores no lo usan, tienen la función de Administrador de discos lógicos DiskPart.
fdisk no funciona con particiones o discos duros formateados con el sistema de archivos NTFS. Por lo tanto, ha sido reemplazado por diskpart.exe en Windows 7 (32 bits y 64 bits) y en sistemas operativos posteriores como Windows 8 / 8.1 / 10 que viene con el sistema de archivos NTFS. fdisk es incompatible con discos duros de gran tamaño.
Microsoft lo eliminó en Windows 7 y lo reemplazó con otra utilidad. Al escribir fdisk en el cuadro Iniciar búsqueda en Windows 7, aparecerá la opción Crear y formatear particiones del disco duro que lo llevará a su nueva función de Administración de discos agregada. Disk Management es una forma GUI (interfaz gráfica de usuario) y DiskPart es más similar a fdisk para usar en línea de comandos. Con DiskPart se pueden administrar objetos (discos, particiones o volúmenes), crear un nuevo volumen simple, extender el volumen, reducir el volumen, formatear la partición y eliminar la partición.
Sin embargo, estas administraciones de disco básicas ya no satisfacen las necesidades de los usuarios de Windows. Otros programas más avanzados fusionan dos particiones de datos en una sola de mayor tamaño sin causar pérdidas de datos. Otro ejemplo es que no puede extender el volumen a menos que el espacio no asignado esté adyacente a él.

## FreeDOS
La implementación de fdisk en FreeDOS tiene muchas características avanzadas y es software libre